# Вилхелм II (Вюртемберг)
Вилхелм II Карл Паул Хайнрих Фридрих фон Вюртемберг (на немски: Wilhelm II Karl Paul Heinrich Friedrich von Württemberg; * 25 февруари 1848, Щутгарт; † 2 октомври 1921, дворец Бебенхаузен, Тюбинген) е четвъртият крал на Вюртемберг от 1891 до 1918 г.

## Биография
Син е на принц Фридрих фон Вюртемберг (1808 – 1870) и съпругата му Катарина фон Вюртемберг (1821 – 1898), дъщеря на крал Вилхелм I фон Вюртемберг и втората му съпруга принцеса Паулина фон Вюртемберг. Баща му е син на принц Паул фон Вюртемберг (вторият син на крал Фридрих I фон Вюртемберг (1754 – 1816) и брат на крал Вилхелм I.
Вилхелм следва право, държавни науки и финанси в университетите в Тюбинген и Гьотинген. В Потсдам той влиза в пруската войска. Вилхелм става през 1891 г., като Вилхелм II крал на Вюртемберг, след бездетния си чичо Карл I (1823 – 1891). На 29 ноември 1918 г. Вилхелм II абдикира.
Погребан е в старото гробище в Лудвигсбург до първата му съпруга и син му. През 1946 г. до тях е погребана също и втората му съпруга. След него шеф на фамилията става далечния му роднина херцог Албрехт Вюртембергски.
|  |  |  |

## Фамилия
Първи брак: на 15 февруари 1877 г. в Аролзен с принцеса Мария фон Валдек-Пирмонт (* 23 май 1857; † 30 април 1882), дъщеря на княз Георг Виктор фон Валдек-Пирмонт (1831 – 1893) и първата му съпруга принцеса Хелена фон Насау (1831 – 1888). Мария умира при раждането на третото им дете. Те имат децата:
- Паулина фон Вюртемберг (* 19 декември 1877, Щутгарт; † 7 май 1965, Лудвигсбург), омъжена на 29 октомври 1898 г. в Щутгарт за княз Вилхелм Фридрих фон Вид (* 27 юни 1872; † 18 юни 1945), син на княз Вилхелм фон Вид (1845 – 1907)
- Кристоф Улрих Лудвиг (* 28 юли 1880, Щутгарт; † 28 декември 1880, Щутгарт)
- дъщеря (*/† 24 април 1882, Лудвигсбург)

Втори брак: на 8 април 1886 г. в Бюкенбург за принцеса Шарлота фон Шаумбург-Липе (* 10 октомври 1864; † 16 юли 1946), дъщеря на принц Вилхелм фон Шаумбург-Липе (1834 – 1906) и принцеса Батилдис фон Анхалт-Десау (1837 – 1902), дъщеря на принц Фридрих Август фон Анхалт-Десау. Бракът е бездетен. След смъртта му тя живее до смъртта си през 1946 г. в дворец Бебенхаузен.
- Крал Вилхелм II фон Вюртемберг (1892)
- Мария фон Валдек-Пирмонт,
първа съпруга
- Шарлота фон Шаумбург-Липе
втора съпруга